# Marché d'Atarazanas
Le Marché central de Atarazanas est un marché municipal de la ville espagnole de Málaga, en Andalousie.
Le bâtiment actuel, œuvre de l'architecte Joaquín Rucoba, a été bâti entre 1876 et 1879. Il occupe l'endroit où se trouvait un atelier naval d'origine nasride, d'où provient son nom : atarazana. Seule l'ancienne porte en marbre de l'ancien édifice a été conservée.

## Histoire
L'ancien bâtiment musulman a conditionné la création du nouveau marché, de style néomauresque avec des éléments nasrides et omeyyades. Après divers usages comme caserne et hôpital militaire, l'édifice était presque ruiné.
Au XIXe siècle, la démolition des bâtiments est décidé, puis la Mairie est devenue propriétaire des lieux. Elle a alors décidé la construction du Marché Central de la ville qui recevrait la dénomination d'Alfonso XII, mais qui sera aussi connu sous le nom de Mercado de las Atarazanas, en prenant le nom de l'ancien bâtiment musulman.

## Description

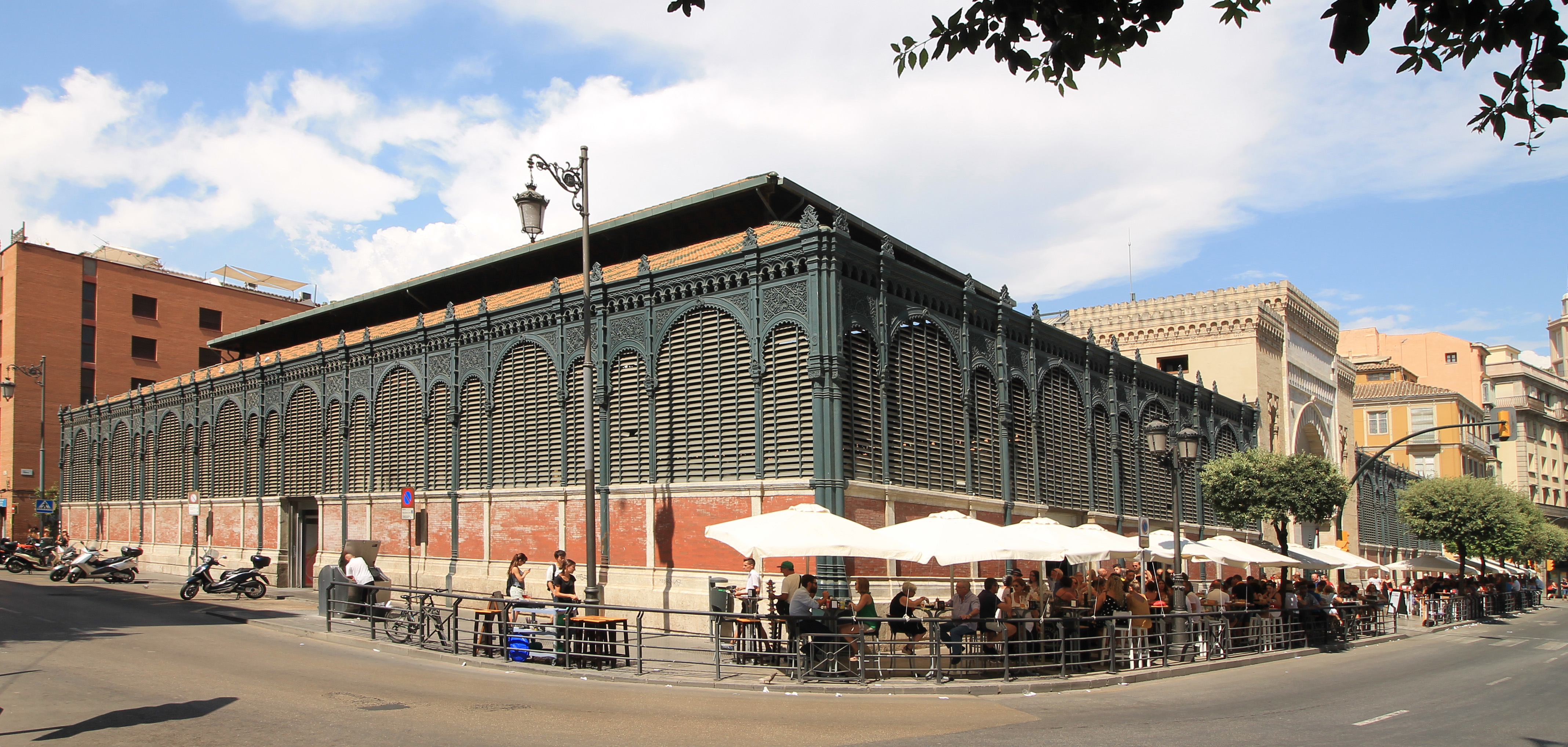
Vue depuis l'angle sud.

Comme d'autres marchés métalliques du XIXe siècle en Espagne, celui d'Atarazanas s'est inspiré du Marché des Halles de Paris.
Dans le bâtiment musulman original s'ouvraient sept arcs, dont le plus monumental est celui qui se trouve intégré dans le nouveau marché. Les boucliers de cet arc permettent le situer dans l'époque nasride, sous le règne de Mohamed V (1354-1391).

## Galerie

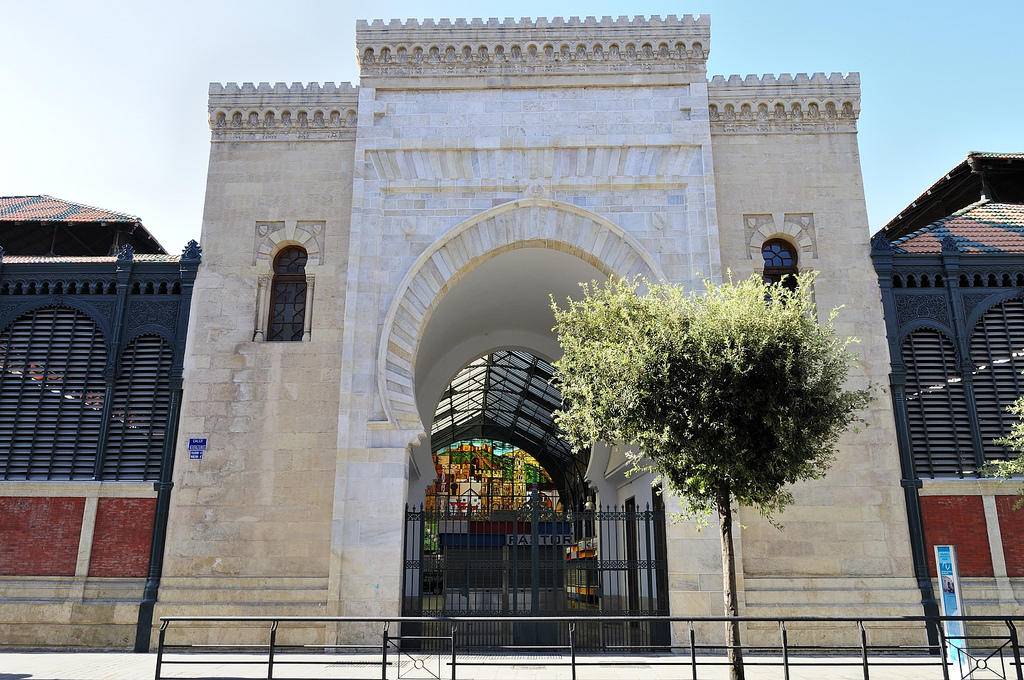
Porte nasride.
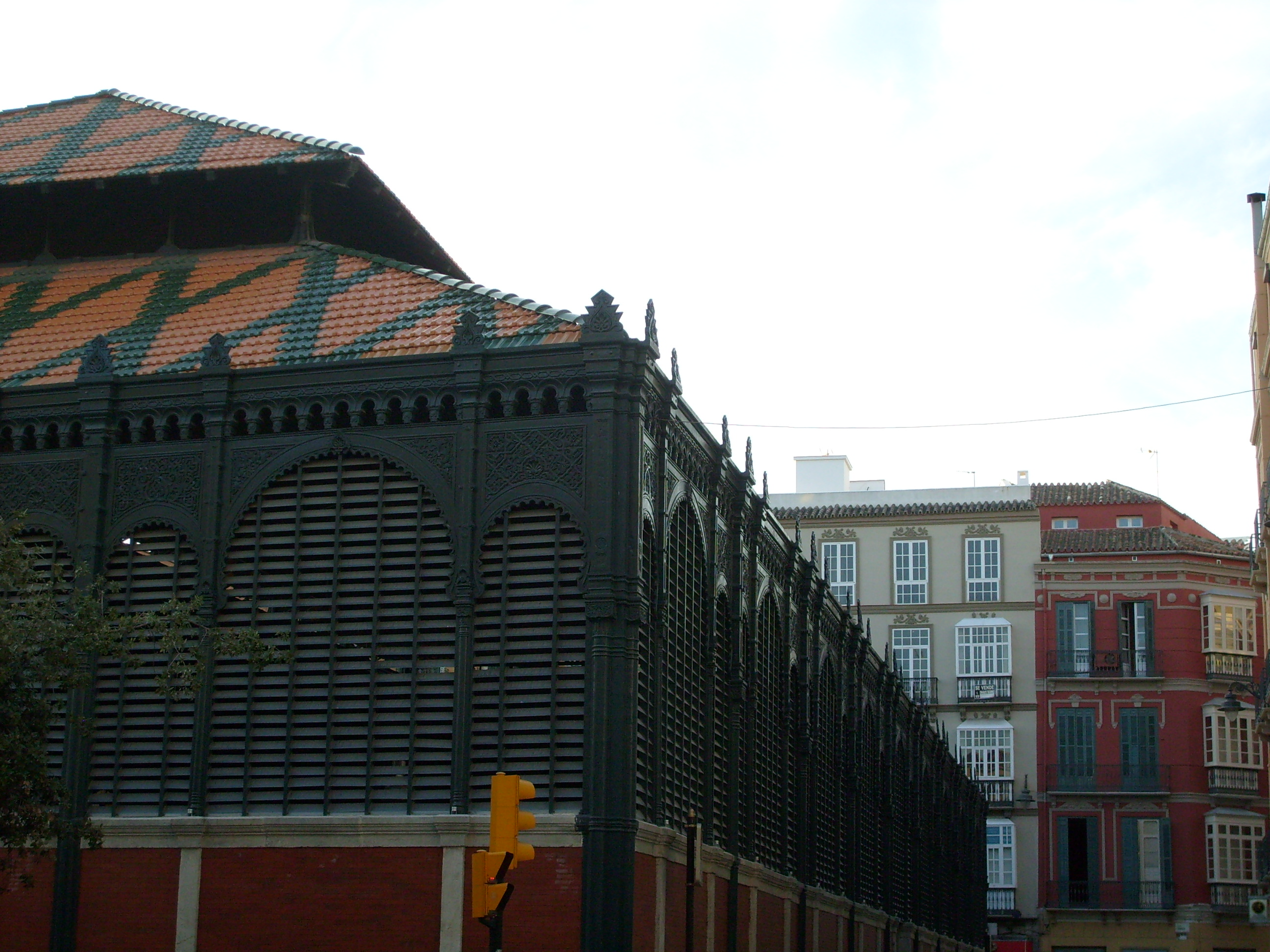
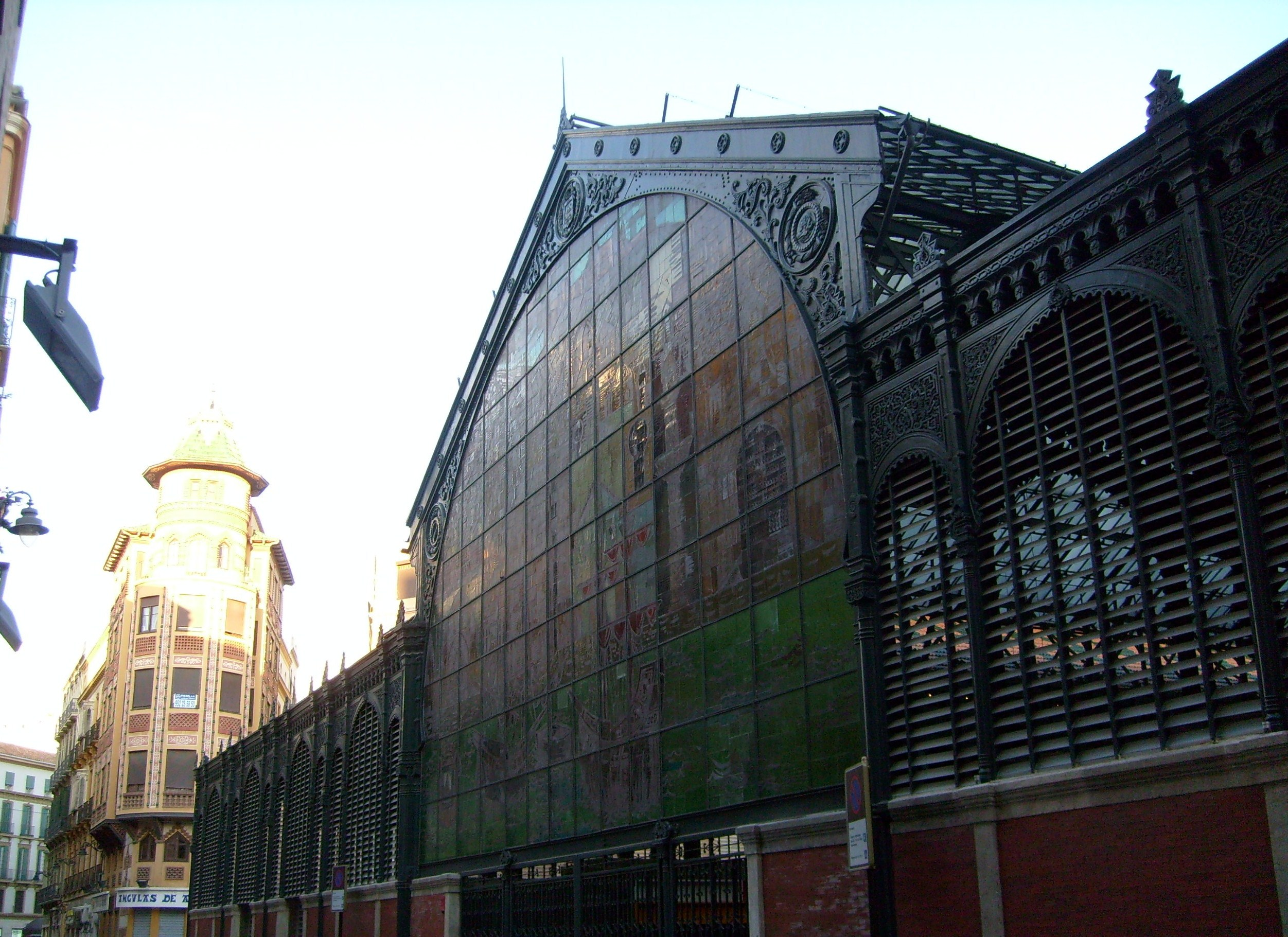
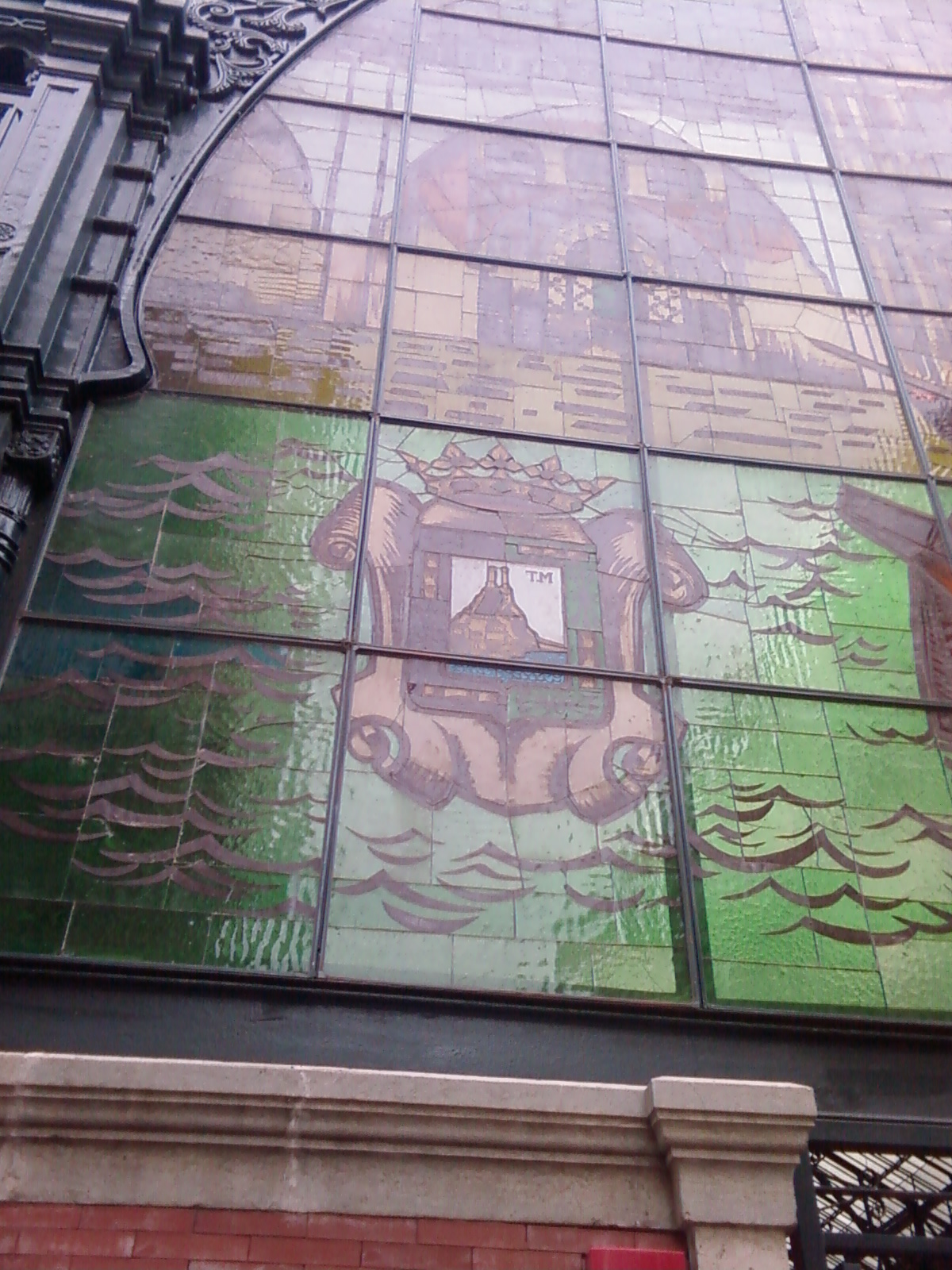
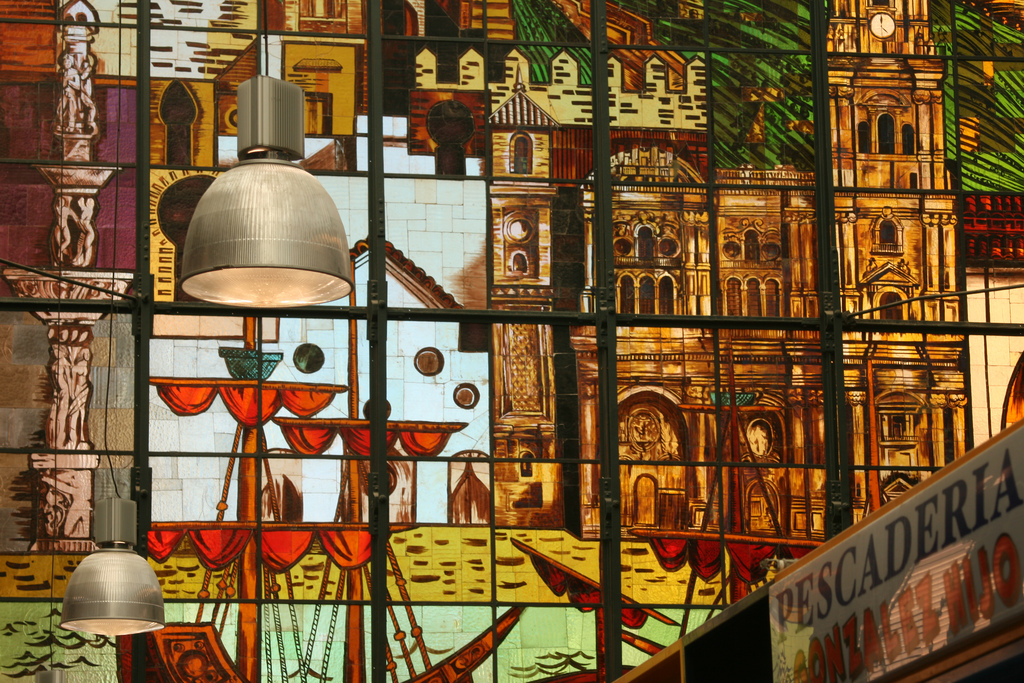